# Chantal Bournissen
Chantal Bournissen (Evolène, 6 aprile 1967) è un'ex sciatrice alpina svizzera, campionessa del mondo nella combinata a Saalbach-Hinterglemm 1991 e vincitrice di una Coppa del Mondo di discesa libera.

## Biografia
Specialista delle prove veloci originaria di Arolla di Evolène, debuttò in campo internazionale in occasione dei Mondiali juniores di Sugarloaf 1984, dove vinse la medaglia di bronzo nella combinata; l'anno dopo, nella rassegna iridata giovanile di Jasná 1985, si aggiudicò altre due medaglie di bronzo, nella discesa libera e nello slalom speciale. In Coppa del Mondo ottenne il primo piazzamento di rilievo a Val-d'Isère il 4 dicembre 1987, arrivando 10ª in discesa libera; il giorno dopo, nelle medesime specialità e località, colse la prima vittoria, nonché primo podio, nel circuito. Esordì ai Giochi olimpici invernali a Calgary 1988, classificandosi 11ª nella discesa libera.
Nella stagione 1990-1991 raggiunse l'apice della carriera: in Coppa del Mondo, dopo aver ottenuto otto podi con tre vittorie, vinse la Coppa del Mondo di discesa libera con 18 punti di vantaggio su Sabine Ginther e fu 4ª nella classifica generale; ai Mondiali di Saalbach-Hinterglemm, sua unica presenza iridata, si aggiudicò la medaglia d'oro nella combinata e si classificò 4ª nella discesa libera e 5ª nel supergigante. L'anno dopo ai XVI Giochi olimpici invernali di Albertville 1992 fu 4ª nella combinata e non completò la discesa libera e il supergigante.
In Coppa del Mondo ottenne l'ultima vittoria, e ultimo podio, il 22 gennaio 1993 a Haus in discesa libera; ai XVII Giochi olimpici invernali di Lillehammer 1994, sua ultima presenza olimpica, non completò il supergigante. La sua ultima gara di Coppa del Mondo fu la discesa libera disputata a Bormio il 15 marzo 1995, che chiuse al 23º posto; si congedò dal Circo bianco il 25 marzo successivo a Les Crosets, in occasione dello slalom gigante dei Campionati svizzeri 1995 che chiuse al 19º posto.

## Bilancio della carriera
Protagonista delle gare veloci tra la fine degli anni 1980 e i primi anni 1990 e rappresentante di punta della nazionale svizzera, pur non riuscendo a ottenere i risultati delle compagne di squadra che l'avevano preceduta (come Maria Walliser e Michela Figini) conquistò sette successi in Coppa del Mondo.

## Palmarès

### Mondiali
- 1 medaglia:
  - 1 oro (combinata a Saalbach-Hinterglemm 1991)

### Mondiali juniores
- 3 medaglie:
  - 3 bronzi (combinata a Sugarloaf 1984; discesa libera, slalom speciale a Jasná 1985)

### Coppa del Mondo
- Miglior piazzamento in classifica generale: 4ª nel 1991
- Vincitrice della Coppa del Mondo di discesa libera nel 1991
- 14 podi:
  - 7 vittorie
  - 3 secondi posti
  - 4 terzi posti

#### Coppa del Mondo - vittorie
| Data             | Località                | Paese       | Specialità |
| ---------------- | ----------------------- | ----------- | ---------- |
| 5 dicembre 1987  | Val-d'Isère             | Francia     | DH         |
| 16 dicembre 1990 | Hasliberg               | Svizzera    | SG         |
| 8 febbraio 1991  | Garmisch-Partenkirchen  | Germania    | DH         |
| 16 marzo 1991    | Vail                    | Stati Uniti | DH         |
| 14 dicembre 1991 | Santa Caterina Valfurva | Italia      | DH         |
| 19 dicembre 1992 | Lake Louise             | Canada      | DH         |
| 22 gennaio 1993  | Haus                    | Austria     | DH         |

Legenda:

DH = discesa libera

SG = supergigante

### Coppa Europa
- Miglior piazzamento in classifica generale: 6ª nel 1986
- Vincitrice della classifica di discesa libera nel 1986

### Campionati svizzeri
- 3 medaglie (dati parziali fino alla stagione 1994-1995):
  - 3 ori (discesa libera, supergigante[senza fonte] nel 1991; discesa libera[senza fonte] nel 1992)